# Josh Dun
Joshua William "Josh" Dun (født 18. juni 1988) er en amerikansk musiker, der  er trommeslager for den musikalske duo Twenty One Pilots.
Han kom med  gruppen i 2011 og har været med til at udgive albummerne; Regional at Best, Vessel, Trench og Blurryface.

## Karriere

### House of Heroes
I marts 2010 kom Josh Dun med i  House of Heroes da bandets trommeslager, Colin Rigsby, tog en pause for  at tilbringe mere tid sammen med sin familie.
Han deltog i House of Heroes liveturné indtil oktober, da Rigsby vendte tilbage til bandet

### Twenty One Pilots
I 2011 blev Dun, af daværende trommeslager i Twenty One Pilots, Chris Salih, inviteret til en af deres koncerter, efter at have lyttet til bandets oprindelige demo-cd.  Han var imponeret over trioens præstation, og mødte, og blev venner med  bandets forsanger, Tyler Joseph efter showet.
Senere på året, sagde han sit job op  for at spille et show med Tyler, efter at Salih og bassisten Nick Thomas forlod gruppen, og   Dun blev efterfølgende bandets faste trommeslager. Duoen udgav bandets andet album, Regional Best, den 8. juli 2011.